# Richard Norton
Pour les articles homonymes, voir Norton.
Richard Norton, né le 6 janvier 1950 à Croydon (Nouvelle-Galles du Sud) et mort fin mars 2025 à Melbourne (Victoria),, est un artiste martial, acteur, cascadeur, chorégraphe de combat et entraîneur d'arts martiaux australien. 
Après le lycée, Norton travaille comme garde du corps avant d'entamer une carrière d'acteur. Il obtient son 9e dan dans le style Zen Do Kai en Australie. Il fait sa première apparition à l'écran en 1980 dans le film La Fureur du juste, interprété par Chuck Norris. Il a joué dans plus de 80 longs métrages et émission de télévision.
Le 30 mars 2025, sa femme, Judy Green, qui a également joué dans quelques films avec son mari, annonce son décès dans un message publié sur les médias sociaux, sans donner de précisions sur la date exacte et la cause de sa mort,,.

## Carrière
Richard Norton a travaillé comme garde du corps pour les Rolling Stones, Linda Ronstadt, James Taylor, David Bowie, ABBA, John Belushi, Fleetwood Mac et Stevie Nicks . 
Il est surtout connu pour ses apparitions dans les films d'action Hongkongais, dont Magic Crystal, Le Flic de Hong Kong 2, Niki Larson, Millionaire's Express et Mister Cool. 

Au cours de sa carrière, Norton a affronté de nombreuses vedettes du cinéma d'arts martiaux, dont Jackie Chan (dans trois films), Sammo Hung, Yasuaki Kurata, Benny Urquidez (dans Kick Fighter), Don "the Dragon" Wilson (dans CyberTracker) et Cynthia Rothrock.

## Filmographie
- 1977 : Vive ABBA de Lasse Hallström : garde du corps et préparateur physique (non crédité)
- 1980 : La Fureur du juste de Eric Karson : Kyo (également cascadeur)
- 1981 : Force 5 (en) de Robert Clouse : Ezekiel
- 1982 : L'Exécuteur de Hong Kong de James Fargo : Herb (également cascadeur)
- 1985 : Gymkata, le parcours de la mort (Gymkata) de Robert Clouse : Zamir (également cascadeur et chorégraphe de combat)
- 1985 : Le Flic de Hong Kong 2 de Sammo Hung : un tueur
- 1985 : American Warrior de Sam Firstenberg : MP (également cascadeur)
- 1986 : Shanghaï Express de Sammo Hung : un bandit
- 1986 : Magic Crystal de Jing Wong : Karov
- 1987 : Apocalypse Warriors (en) (Equalizer 2000) de Cirio H. Santiago : Slade
- 1987 : Mission accomplie (Return of the Kickfighter) de Anthony Maharaj : Colonel Brad Cooper
- 1987 : Fight to win de Leo Fong : Armstrong
- 1988 : Les nouveaux conquérants (Futur hunters) de Cirio H. Santiago : Matthew
- 1988 : Jungle assassin
- 1988 : Hawkeye
- 1988 : Blood Street de George Chung et Leo Fong : Boyd
- 1989 : Not Another Mistake de Anthony Maharaj : Richard Straker
- 1989 : Kick Boxing (The fighter) de Anthony Maharaj : Ryan Travers
- 1989 : Permis de tuer
- 1989 : Hyper Space de David Huey : Thomas Stanton
- 1989 : Le Sang des héros de David Webb Peoples : Bone (également cascadeur)
- 1990 : Le code Bushido de Adrian Carr (en) : Zac Connors
- 1990 : China O'Brien (en) de Robert Clouse : Matt Conroy
- 1990 : China O'Brien II (en) de Robert Clouse : Matt Conroy
- 1992 : Raiders of the Sun de Cirio H. Santiago : Brodie
- 1992 : Rage and Honor de Terence H. Winkless : Preston Michaels
- 1992 : Lady Kickboxer (Lady Dragon) de David Worth : Ludwig Hauptman
- 1992 : Le Tueur (Ironheart) de Robert Clouse : Milverstead
- 1993 : Niki Larson (City Hunter) de Jing Wong : Colonel MacDonald
- 1993 : Rage and Honor II de Guy Norris : Preston Michaels
- 1993 : Rage (Deathfight) de Anthony Maharaj : Jack Dameron
- 1994 : Direct Hit de Joseph Merhi et Paul G. Volk : Rogers
- 1994 : CyberTracker de Richard Pepin : Ross
- 1995 : The Suprem Warrior - Seigneur de la Terre
- 1995 : Tough and Deadly de Steve Cohen : Agent Norton
- 1995 : Iron Fist (Under the Gun) de Matthew George : Frank Torrence
- 1996 : For Life or Death de Steven Kaman et Michael Lee Baron : Sir Xavier
- 1997 : Strategic Command (film) (en) de Rick Jacobson (en) : Carlos Gruber
- 1997 : Mister Cool de Sammo Hung : Giancarlo
- 1998 : Tex Murphy: Overseer de Adrian Carr : Big Jim Slade
- 1998 : Black Thunder de Rick Jacobson : Rather
- 2000 : Nautilus de Rodney McDonald : John Harris
- 2001 : The Rage Within de Mike Norris : Keller
- 2001 : Games of Rome : Les jeux de l'Empire (Amazons and Gladiators) de Zachary Weintraub : Lucius (également coordinateur des cascades et directeur de la deuxième unité)
- 2002 : Redemption de Art Camacho : Tom 'Snake' Sasso
- 2003 : Dream Warrior de Zachary Weintraub : Archer (également coordinateur des cascades et directeur de la deuxième unité)
- 2003 : Mind Games de Adrian Carr : Carter Tallerin
- 2006 : Road House 2 de Scott Ziehl : Victor Cross
- 2008 : Under a Red Moon de Leigh Sheehan : Jonathan Dunn
- 2008 : Man of Blood de James Richards : Lee Francis
- 2009 : Dead in Love de Chris Watson : le père de Danny
- 2014 : Tesla Effect : A Tex Murphy Adventure de Adrian Carr : Big Jim Slade
- 2015 : Mad Max: Fury Road de George Miller : le Prime Imperator (également coordinateur des combats & cascadeur)
- 2016 : Suicide Squad de David Ayer : (coordinateur des combats et des cascades)

## Télévision
- 1993 : Walker, Texas Ranger - divers rôles, dont Frank Scanlon et Jonas Graves (et coordinateur des arts martiaux dans au moins trois épisodes)
- 1997 - 1998 : Les Nouvelles Aventures de Robin des Bois (Série télévisée) - S2E2 'The Legion' : Rossamar ; S2E9 'Outlaw Express' : Outlaw Trueco ; S3E12 'Assault on Castle Dundeen' : Lord Chilton (également coordinateur des cascades)
- 2013 : Spartacus (série télévisée) (S03E01 - Enemies of Rome) - Hilarus

## Artiste martial
Depuis 55 ans, Norton a pratiqué de nombreux disciplines et styles d'art martiaux, notamment le judo, le karaté, le Jiu-jitsu brésilien, l'aïkido, le Muay-thaï et le kendo. Il a également crée le style Zen Do Kai avec son ami Bob Jones. Il est 5e dan au titre de Shihan et ceinture noire en Goju Ryu, 8e dan en Chun Kuk Do, 5e dan ceinture noire en jiu-jitsu brésilien et 9e dan ceinture noire en Zen Do Kai. Il s'est entraîné avec des légendes des arts martiaux comme Tino Ceberano, Tadashi Yamashita, Fumio Demura, Bill 'Superfoot' Wallace, Pete "Sugar Foot" Cunningham, les frères Machado et Chuck Norris.